# دوبرافكا داتشيتش
دوبرافكا داتشيتش (بالإيطالية: Dubravka Dačić)‏ مواليد 6 مايو 1985 في كوبر، جمهورية يوغوسلافيا الاشتراكية الاتحادية، هي لاعبة كرة سلة إيطالية. لعبت مع عدة فرق في الدوري الإيطالي والدوري التركي للسيدات.

## المسيرة الاحترافية
لعبت مع نادي بارما لكرة السلة للسيدات من سنة 2002 إلى 2007، ثم لعبت مع روس كاسارس فالنسيا في موسم 2008–2009، ثم لعبت مع نادي بشكتاش لكرة السلة للسيدات في موسم 2009–2010، ثم لعبت مع نادي تارانتو كراس لكرة السلة من سنة 2010 إلى 2012.

## روابط خارجية
- دوبرافكا داتشيتش على موقع الاتحاد الدولي لكرة السلة (الإنجليزية)
- دوبرافكا داتشيتش على موقع كرة السلة الأوروبية.كوم (الإنجليزية)
- دوبرافكا داتشيتش على موقع بروبوليرز (الإنجليزية)